# Place Vauban
Place Vauban (Vaubanovo náměstí) je náměstí v Paříži. Nachází se v 7. obvodu. Je pojmenováno na počest Sébastiena Le Prestre de Vaubana (1633-1707), francouzského maršála a architekta.

## Poloha
Na půlkruhové náměstí směřují ulice Avenue de Villars, Avenue de Ségur, Avenue de Breteuil a Avenue de Tourville.

## Významné stavby
- Pařížská Invalidovna
- Pomník Émila Fayolla (1852-1928), maršála Francie